# Marilyn Agliotti
Marilyn Agliotti (Boksburg, 23 giugno 1979) è una hockeista su prato sudafricana naturalizzata olandese.
Nata in Sudafrica, ha acquisito la cittadinanza olandese nel 2006.
Ha partecipato a tre edizioni dei giochi olimpici: nel 2000 in rappresentanza del Sudafrica, nel 2009 e nel 2012 in rappresentanza dei Paesi Bassi. In queste ultime due occasioni ha conquistato altrettante medaglie d'oro con la nazionale di hockey su prato femminile dei Paesi Bassi.

## Palmarès
Olimpiadi
- 2 medaglie:
  - 2 ori (Pechino 2008, Londra 2012)

Mondiali
- 1 medaglia:
  - 1 argento (Rosario 2010)

Europei
- 2 medaglie:
  - 1 oro (Mönchengladbach 2011)
  - 1 argento (Manchester 2007)

Champions Trophy
- 2 medaglie:
  - 2 bronzi (Mönchengladbach 2008, Rosario 2012)